# Dvärgspökdjur
Dvärgspökdjur, Tarsius pumilus, är en art av spökdjur som lever på södra Sulawesi i Indonesien.  Arten är känd från bara tre fynd totalt, och kunskapen om den är därför mycket begränsad.  Den upptäcktes först omkring 1920, och sedan såg ingen den på åttio år och den troddes vara utdöd.  År 2000 återupptäcktes den dock av indonesiska forskare, och 2008 fångades tre individer levande och försågs med radiosändare. Bevarandestatus: Kunskapsbrist

## Anatomi
Dvärgspökdjuret är en mycket liten primat, kanske den minsta av alla. Den är 97 mm lång exklusive svansen, och väger 57,5 gram, och är alltså ungefär lika stor som de minsta muslemurerna, och betydligt mindre än en dvärgsilkesapa.    Pälsen är mer rödbrun är övriga spökdjur, och svansen är tätt behårad.

## Ekologi
Mycket lite är känt om dvärgspökdjurets ekologi.  Till skillnad från de flesta spökdjur, som föredrar lågländer, har den enbart påträffats på hög höjd, omkring 2000 meter.  Uppenbarligen är dess huvudsakliga miljö tropisk molnskog.  Rimligtvis är den som övriga spökdjur ett rovdjur som lever av insekter och andra smådjur.

## Taxonomi
Dvärgspökdjuret skiljer sig avsevärt från de andra spökdjursarterna på Sulawesi, och kan knappast vara närmare släkt med dem.  Snarare har den mer gemensamt med de få fossila spökdjur vi känner till, som Tarsius thailandicus, och mycket talar för att dvärgspökdjuret är den mest primitiva levande medlemmen av släktet, och alla de andra spökdjuren utom dvärgspökdjuret bildar en monofyletisk grupp.